# قرش أرضي
القرش الأرضي أكبر رتبة قروش بما يزيد عن 270 نوعًا، كما تشمل أشكال الكيميرا عددًا من الأشكال الشائعة، مثل القرش الأزرق، والقرش القطي، والقرش الممتاز، والقرش الرملي.
وتتميز أعضاء الرتب بوجود الغشاء الراف  فوق العين، واثنين من الزعانف الظهرية، وزعنفة شرجية، وخمسة خياشيم.
ومن المتوقع أن يتم تنقيح فصائل رتبة أشكال الكيميرا؛ حيث تشير دراسات الحمض النووي (DNA) الأخيرة إلى أن بعض المجموعات التقليدية ليست أحادية النمط الخلوي.

## الفصائل
- بنبكيات (Carcharhinidae) (قروش القداس)
- أسماك قرش أبناء عرس (Hemigaleidae) (قروش ابن عرس)
- قروش نحيلة (Leptochariidae)
- قروش قطية ذات زعنفة ظهرية (Proscylliidae)
- قروش ملساء كاذبة (Pseudotriakidae) (القروش القطية المزيفة)
- قرش قطي (Scyliorhinidae) (القروش القطية)
- قرش المطرقة (Sphyrnidae) (القروش ذات المطرقة)
- قرش كلبي (Triakidae) (القروش الكلبية)